# Janko Prunk

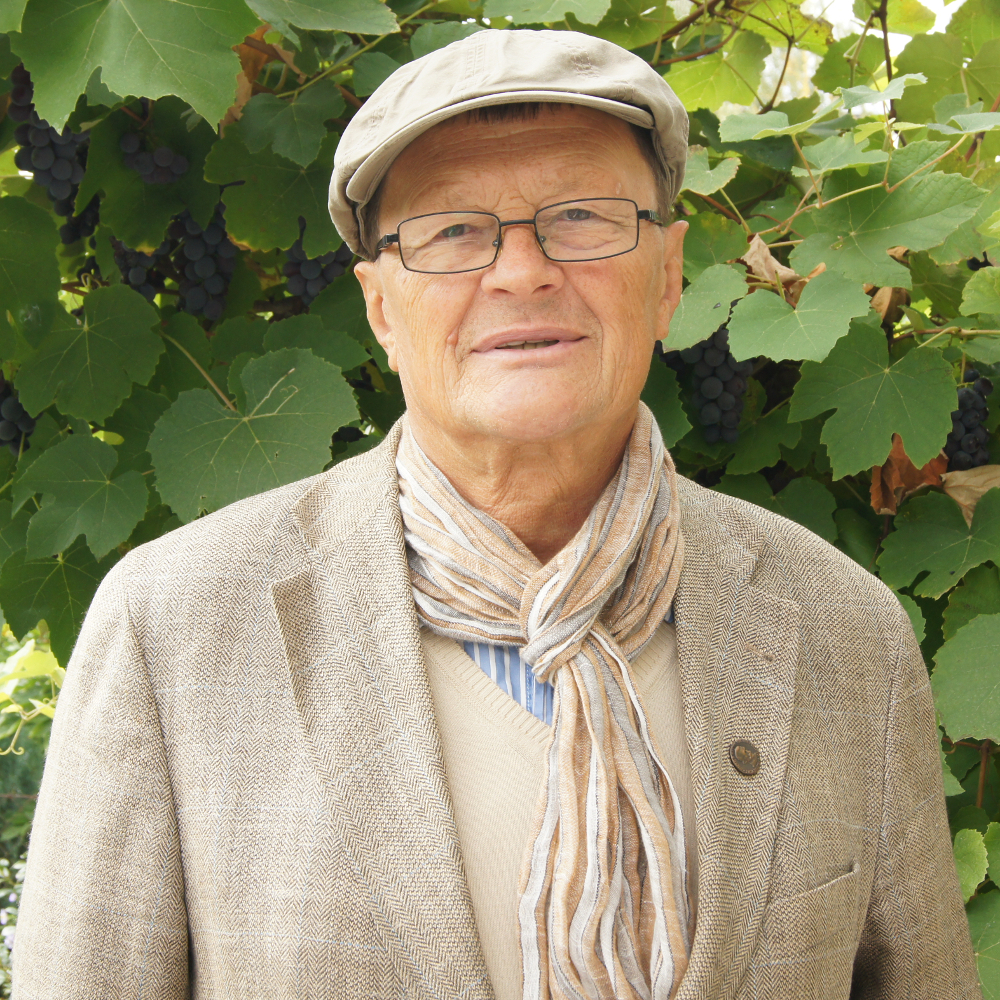
Janko Prunk (2015)

Janko Prunk (audioⓘ) (* 30. Dezember 1942 in Loka bei Zidani most, Jugoslawien, heute Slowenien) ist ein slowenischer Historiker und Politiker.
Prunk studierte Geschichte und Soziologie an der Philosophischen Fakultät der Universität Ljubljana, diplomierte 1966, erreichte den Magistergrad im Jahr 1972 und den Doktorgrad 1976 mit einer Arbeit über die Beziehungen zwischen der slowenischen christlich-sozialistischen Bewegung und der Kommunistischen Partei Sloweniens innerhalb der Osvobodilna Fronta, welche damals sehr umstritten war.
Er vervollkommnete seine Studien 1969 an der Universität Leipzig und im Institut für Europäische Geschichte, war Gastwissenschaftler an den Universitäten in Freiburg im Breisgau, Mainz und Köln.
Heute ist Prunk ordentlicher Professor für neuere Geschichte und Geschichte der politischen Ideen an der Fakultät für Sozialwissenschaften der Universität Ljubljana.
Prunk verfasste unter anderem Texte über die analytische Politologie, moderne Geschichte, die Entstehung moderner politischer Bewegungen und die Geschichte sozialer und politischer Anschauungen in Slowenien. Er schrieb außerdem über die Geschichte slowenischer politischer Bewegungen vom Ende des 19. Jahrhunderts bis zum Zweiten Weltkrieg unter spezieller Berücksichtigung des slowenischen christlichen Sozialismus.
Er ist Mitglied des Instituts für Europäische Geschichte, Mainz und Senior Fellow des Zentrums für Europäische Integrationsforschung, Bonn.

## Wichtige Veröffentlichungen
- Janko Prunk, Pot krščanskih socialistov v Osvobodilno fronto slovenskega naroda (Der Weg der slowenischen christlichen Sozialisten in die Volksbefreiungsfront 1918–1941), Ljubljana 1977.
- Janko Prunk, Slovenski narodni programi 1848–1945 (Slowenische Nationalprogramme), Ljubljana 1987.
- Janko Prunk, Kratka zgodovina Slovenije (Slowenien, ein Abriss seiner Geschichte), Ljubljana 1995.
- Die rationalistische Zivilisation. Zentrum für Europäische Integrationsforschung, Rheinische Friedrich-Wilhelms-Universität, Bonn 2003, ISBN 3-936183-26-0.
- Janko Prunk, Parlamentarna izkušnja Slovencev 1848–2004 (Parlamentarische Erfahrung der Slowenen) Ljubljana 2006.
- Racionalistična civilizacija (Die rationalistische Zivilisation): 1776–2000. 1. Auflage. Mladinska knjiga, Ljubljana, Slowenien 2008, ISBN 978-961-01-0629-6.
  - Buchbesprechung von Racionalistična civilizacija auf RTV Slovenia, 9. November 2008. Und kurze Beschreibung von „Racionalistična civilizacija“ auf  Mladinska knjiga
- Zgodovina Evrope v dobi racionalistične civilizacije (Geschichte Europas in der Epoche der rationalistischen Zivilisation): 1776–2015. 1. Auflage. Mladinska knjiga, Ljubljana, Slowenien 2015.

## Auszeichnungen (Auswahl)
- 1999: Verleihung des Titels "Wissenschaftsbotschafter der Republik Slowenien"
- 2012: Goldene Medaille der Universität Ljubljana
- 2014: Verleihung des Titels "Verdienter Professor der Universität Ljubljana"
- 2016: Zois-Preis für die Monographie Zgodovina Evrope v dobi racionalistične civilizacije 1775–2015 (Geschichte Europas in der Epoche der rationalistischen Zivilisation 1775–2015).[4][2]